# Luisa Bergalli

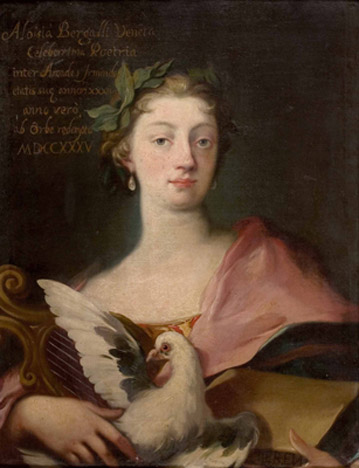
Brustbild von Luisa Bergalli (unbekannter Künstler)

Luisa Bergalli  (* 15. April 1703 in Venedig; † 18. Juli 1779 ebenda) war eine italienische Dichterin und Librettistin.

## Leben
Luisa Bergalli war die Tochter eines Kaufmanns aus dem Piemont. Sie erhielt eine humanistische Bildung und lernte von ihrem Vater Französisch. Seit ihrer Jugend war sie mit dem Dichter Apostolo Zeno befreundet, der sie auch zum Schreiben ermutigte. Ihr erstes Libretto wurde 1725 mit Musik von Giovanni Porta am venezianischen Theater San Moisè aufgeführt, zwei weitere Libretti und eine Komödie folgten 1728 und 1730.
1738 heiratete sie den Dramatiker und Kritiker Gasparo Gozzi (1713–1786). Ab 1747 war sie Impresaria des Teatro Sant’Angelo, für das ihr Mann Stücke schrieb oder aus dem Französischen übersetzte; sie selbst verfasste für das San Angelo eine Reihe von Intermezzi, Drammi giocosi und Komödien.
Fast alle ihre Werke erschienen anonym. Unter dem Pseudonym Irmida Partenide war sie auch Mitglied der Accademia dell’Arcadia.

## Werke (Auswahl)

### Opern
- Algide re di Sparta (1725), vertont von Porta
- Tebae (1728)
- L’Elenia (1730), vertont von Albinoni

### Intermezzi und Drammi giocosi
- Il conte Nespolo
- Li tre cicisbei ridicoli

### Komödien
- Le avventure del poeta (1730)
- La moglie fantastica
- Le nozze non provvedute
- Il vero gentiluomo
- L’uomo di buon cuore
- Pellegrino in Provenza

### Gedichte
- Componimenti poetici delle più illustri rimatrici di ogni secolo (Anthologie, 1726)